# Neo Tokyo
Neo Tokyo (Originaltitel Manie-Manie 迷宮物語, auch 迷宮物語 – Manie Manie oder einfach nur 迷宮物語, Meikyū monogatari, wörtlich „Labyrinthgeschichten“), offizieller deutscher Titel Manie Manie – Labyrinth-Geschichten, ist ein Anime-Anthologiefilm.
Unter der Gesamtregie von Rintaro schufen er und seine beiden Kollegen Yoshiaki Kawajiri und Katsuhiro Ōtomo jeweils einen Kurzfilm basierend auf Kurzgeschichten von Taku Mayumura.

## Produktion und Veröffentlichung
Das erste Segment, „Das Labyrinthos-Labyrinth“ (Originaltitel ラビリンス ラビリントス, Rabirinsu rabirintos; auch bekannt als „Labyrinth Labyrinthos“ oder einfach nur „Labyrinth“), stammt von Regisseur Rintaro. Es besteht aus zwei Teilen, die die anderen beiden Segmente umrahmen. Yoshiaki Kawajiri führte Regie beim zweiten Segment, „Der fahrende Mann“ (Originaltitel 走る男, Hashiru otoko; auch bekannt unter dem englischen Titel „Running Man“). Für das dritte Segment, „Der Baustopp-Befehl“ (Originaltitel 工事中止命令, Kōji Chūshi Meirei; auch bekannt unter den englischen Titeln „Construction Cancellation Order“ und „(The) Order to Stop Construction“) zeichnete Katsuhiro Ōtomo als Regisseur verantwortlich. 
Der Film feierte 1987 Premiere auf dem Tokyo International Fantastic Film Festival, aber erst 1989 erfolgte der reguläre japanische Kinostart.

## Handlung

### Das Labyrinthos-Labyrinth (1. Teil)
Das Mädchen Sachi spielt zuhause mit seiner Katze Cicerone Verstecken. Durch einen Spiegel geraten die beiden in eine Art Traumwelt, in der sie auf geisterhafte Gestalten treffen. In einem Zirkuszelt öffnet ein Clown den Vorhang für das nächste Segment.

### Der fahrende Mann
Zack Hugh ist der erfolgreichste Rennfahrer in einem futuristischen Autorennsport. Bei einem Rennen verliert er jedoch die Kontrolle über sein Fahrzeug und beschleunigt immer mehr, während seine Konkurrenten mysteriösen Unfälle erleiden. Hinter der Ziellinie begegnen sie sich wieder als Spukgestalten.

### Der Baustopp-Befehl
Der Baufirmenangestellte Tsutomu Sugioka wird auf eine entlegene Baustelle im Ausland geschickt, um den Bau zu stoppen. Die Baustelle ist vollautomatisiert und wird von einem humanoiden Roboter geleitet, während der menschliche Bauleiter verschollen ist. Der Roboter lässt sich jedoch nicht davon abbringen, den Bau fortzuführen.

### Das Labyrinthos-Labyrinth (2. Teil)
Sachi und Cicerone befinden sich immer noch in der Zirkusmanege, die nun von den bizarren Zirkusdarstellern heimgesucht wird.